# 安龍宮
成龍安龍宮主祀池府千歲、李府千歲、柴府元帥－三位王爺，草創於清乾隆三十五年（1770年）草廟奉祀，廟名「龍鳳宮」，民國二十七年（1938年），由村民李碰倡議募款，因日本實施皇民化運動，燒神像拆廟宇，因重建工作被迫中止，當時的保正（村長）李濫以倉庫之名，得以繼續重建工作，至民國三十四年（1945年）九月完成而改名為「安龍宮」，廟宇雄偉壯觀，並有兩具大石獅坐鎮在廟前，位在雲林縣口湖鄉成龍村五鄰89號。

## 外部連結
- 口湖鄉公所